# Ruedi Lüscher
Rudolf „Ruedi” Lüscher (ur. 24 sierpnia 1945, zm. w 2013) – szwajcarski zapaśnik walczący w stylu klasycznym. Olimpijczyk z Monachium 1972, gdzie zajął dwunaste miejsce w wadze ciężkiej.

## Letnie Igrzyska Olimpijskie 1972
| Konkurencja           | Rundy eliminacyjne    | Rundy eliminacyjne         | Klas. końcowa |
| Konkurencja           | Przeciwnik I          | Przeciwnik II              | Miejsce       |
| --------------------- | --------------------- | -------------------------- | ------------- |
| 100 kg styl klasyczny | Hasan Biszara (LIB) Z | Nikołaj Jakowienko (URS) P | 12.           |